# Ernst Ginsberg
Ernst Ginsberg (7 de febrero de 1904-3 de diciembre de 1964) fue un actor y director alemán.

## Biografía
Nacido en Berlín, Alemania, Ginsberg sus padres eran el oftalmólogo Siegmund Ginsberg y Gertrud Bernhard. Tras la escuela secundaria, llegó al Teatro Kammerspiele de Hamburgo y Múnich, actuando después en Düsseldorf, en Berlín desde 1928, y a partir de 1932 trabajó bajo la dirección de Gustav Hartung en el Landestheater de Darmstadt. Allí fue despedido por ser judío, emigrando en 1933 a Viena primero, pasando después a Suiza, donde ingresó en el Schauspielhaus Zürich bajo la dirección de Kurt Hirschfeld y Ferdinand Rieser. Allí interpretó obras de Molière, y otras como Die Rassen (de Ferdinand Bruckner) o Hamlet, de Shakespeare.
Aunque era judío, se convirtió al catolicismo por convicción personal en 1935. Max Frisch mencionaba que en 1966 Ginsberg era católico practicante.
Entre 1946 y 1950 trabajó como director junto a Kurt Horwitz en Basilea. Además, desde 1944 fue también editor de poesía, trabajando con textos de diferentes autores, entre ellos Else Lasker-Schüler y Berthold Viertel. Como director, fue uno de los primeros patrocinadores de la obra de Friedrich Dürrenmatt.
Siguió trabajando para el Schauspielhaus Zürich hasta 1962, trabajando simultáneamente como actor y director entre 1952 y 1961 en el Residenztheater de Múnich. De 1955 a 1960 fue jefe de producción literaria de Deutsche Grammophon, y en 1957 fundó el sello Literarisches Archiv dentro de la misma compañía, a fin de hacer un „biblioteca acústica de referencia para la literatura mundial“. En ese sello fue orador el propio Ginsberg, y textos de escritores como Thomas Mann y Gottfried Benn fueron narrados desde sus inicios.
Ginsberg fue también un narrador habitual en la radio. Trabajó, por ejemplo, en dos series dedicadas al personaje Paul Temple, una en 1957 producida por Westdeutscher Rundfunk, Paul Temple und der Fall Gilbert (dirigida por Eduard Hermann, con los actores René Deltgen, Annemarie Cordes y Kurt Lieck), y otra producida por Bayerischer Rundfunk dos años después, Paul Temple und der Fall Conrad (dirigida por Willy Purucker, con Karl John y Rosemarie Fendel). 

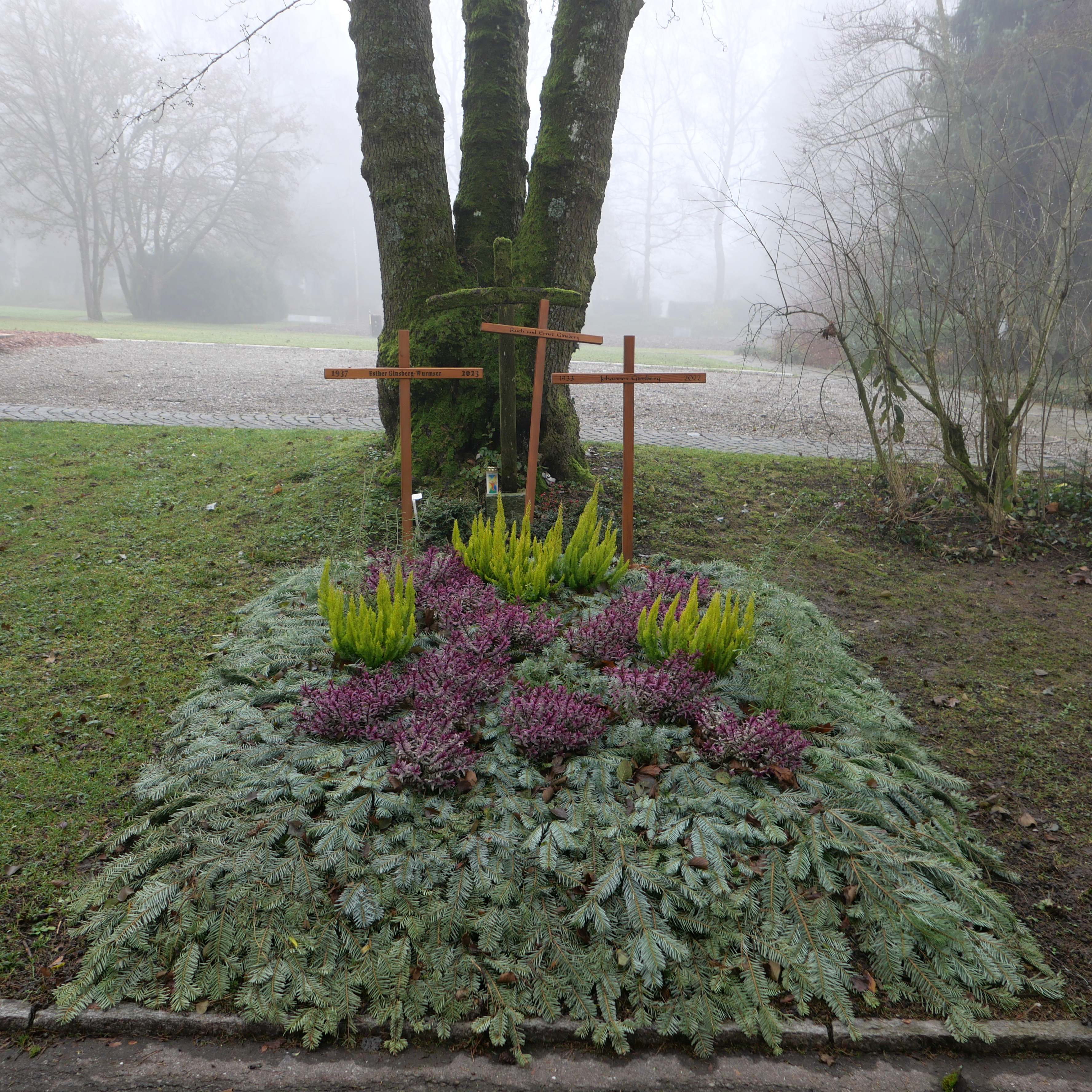
La tumba familiar.

Había estado casado con Ruth Charlotte Greiner (1906-1960)  y con Miriam Spoerri (1931-2010). 
Ernst Ginsberg falleció en Zollikon, Suiza, en 1964, a causa de una Esclerosis lateral amiotrófica, y fue enterrado en el Cementerio de Fluntern. En la tumba también están enterrados su primera esposa, Ruth, y sus dos hijos, Johannes (1933-2022) y Esther Ginsberg-Wurmser (1937-2023).

## Filmografía (selección)
- 1954 : Hoheit lassen bitten
- 1955 : Ich weiß, wofür ich lebe

## Radio
- 1953 : Carl Zuckmayer: Ulla Winblad oder Musik und Leben des Carl Michael Bellmann, dirección de Walter Ohm (Bayerischer Rundfunk/Radio Bremen/Südwestfunk)
- 1954 : Leonhard Frank: Die Ursache, dirección de Walter Ohm (BR)

## Premios
- 1963 : Anillo Hans Reinhart

## Libros
- Ernst Ginsberg: Abschied – Erinnerungen, Theateraufsätze, Gedichte. Verlag die Arche, Zúrich 1965